# Baron Montagu of Boughton
Baronowie Montagu of Boughton 1. kreacji (parostwo Anglii)
- 1621–1644: Edward Montagu, 1. baron Montagu of Boughton
- 1644–1684: Edward Montagu, 2. baron Montagu of Boughton
- 1684–1709: Ralph Montagu, 1. książę Montagu i 3. baron Montagu of Boughton
- 1709–1749: John Montagu, 2 książę Montagu i 4. baron Montagu of Boughton

Baronowie Montagu of Boughton 2. kreacji (parostwo Wielkiej Brytanii)
- 1762–1770: John Montagu, 1. baron Montagu of Boughton

Baronowie Montagu of Boughton 3. kreacji (parostwo Wielkiej Brytanii)
- 1786–1790: George Montagu, 1 książę Montagu i 1. baron Montagu of Boughton
- 1790–1845: Henry Montagu-Scott, 2. baron Montagu of Broughton